# Cupido PB
Cupido PB (né le 21 mars 2007) est un étalon du stud-book KWPN de robe bai-brun, monté en dressage par la cavalière française Maxime Collard, avec qui il participe aux Jeux olympiques de Tokyo en 2021. 

## Histoire
Cupido PB naît le 21 mars 2007,, chez Petra G. Bijvelds, aux Pays-Bas,. 
Il devient la propriété de Céline Rozé, une ostéopathe d'Enghien-les-Bains qui l'achète à l'âge de trois ans afin d'exercer le dressage comme loisir, sur des épreuves de petit niveau. Après trois ou quatre années d'entraînement sous la selle de Céline Rozé ou de Maxime Collard, les deux femmes déterminent que Cupido a l'aptitude pour le haut niveau. Elles font le choix de laisser uniquement Maxime le monter.
Céline Rozé a reçu plusieurs propositions d'achat pour son cheval, qu'elle a toutes refusées.

### Participation aux Jeux olympiques de Tokyo 2020
Le couple est sélectionné en équipe de France pour participer aux Jeux olympiques d'été de 2020 à Tokyo. Il suit un trajet de 19 heures d'avion et passe la visite vétérinaire avec succès (le groom de Cupido et Hot Chocolat vd Kwaplas, Jean-Marie Clair, étant aussi le compagnon de Maxime Collard, mais réalise une performance en deçà de ses objectifs, avec un score de 69,068 %, qui ne permet pas d'accéder à la finale. Le couple se classe 33e en individuel.

## Description
Cupido PB est un étalon de robe bai-brun, inscrit au stud-book du KWPN. Il mesure 1,63 m, ce qui le fait comparer à un « grand poney ».

## Palmarès
Il atteint un indice de dressage (IDR) de 156 en 2020.

## Origines
C'est un fils de l'étalon KWPN Painted Black,. Sa mère Twoolya PB est une fille de l'étalon KWPN Jazz.

## Descendance
Cupido PB a été approuvé à la reproduction en Selle français en 2021 ; sa première saison de reproduction est attendue pour 2022.